# Nepopolna matrika
Nepopolna matrika (tudi defektna matrika) je kvadratna matrika, ki nima popolne baze lastnih vektorjev. Zaradi tega se je da pretvoriti v diagonalno matriko. 
Matrika {\displaystyle n\times n\!\,} je nepopolna, če nima {\displaystyle n\!\,} linearno neodvisnih lastnih vektorjev.
Nepolna matrika ima vedno manj kot {\displaystyle n\!\,} različnih lastnih vrednosti. 

## Zgled
Enostavni zgled nepopolne oziroma defektne matrike je:
{\displaystyle {\begin{bmatrix}1&1\\0&1\end{bmatrix}}\!\,.}
Matrika ima sicer dve lastni vrednosti, ki sta enaki 1, nima pa dveh različnih lastnih vektorjev. Ima samo en lastni vektor:
{\displaystyle {\begin{bmatrix}1\\0\end{bmatrix}}\!\,.}